# Password (programma radiofonico)
Password è un programma radiofonico, in onda dal lunedì al giovedì (fino alla stagione 2023-2024 dal lunedì al venerdì) dalle 17 alle 19 su RTL 102.5, condotto da Nicoletta Deponti affiancata da Cecilia Songini e Fulvio Giuliani. La storica conduttrice del programma è Nicoletta Deponti. Dal 2006 hanno co-condotto il programma Fabio Santini (settembre 2006 - giugno 2008), Francesco Facchinetti (settembre 2008 - giugno 2010 e gennaio 2011 - maggio 2011) ed Angelo Baiguini (settembre - dicembre 2010). Per molti anni l'ultima ora del venerdì è stata dedicata a "Password Speciale Benessere", in collegamento da Merano con Henri Chenot. Dalla primavera del 2007 a giugno 2009 la puntata del venerdì era intitolata "Very Normal Password", ogni settimana due ascoltatori "very normal" si raccontavano alla radio e affiancavano Nicoletta nella conduzione del programma. Da settembre a dicembre 2009 il mercoledì sera il programma prendeva il titolo di "Password Show", un palcoscenico dove i migliori comici italiani hanno proposto il loro repertorio alla radio e hanno affiancato Nicoletta nella conduzione. Rubriche presenti nel programma sono l'oroscopo di Adele Prochaska (in coda al programma) e la Linea diretta con Maurizio Costanzo (quest'ultima solo durante le trasferte estive della radio). In occasione del Festival di Sanremo il programma si trasferisce in una particolare postazione della cittadina ligure a fianco al Teatro Ariston per raccogliere news e interviste. Dopo alcuni anni nuovamente in solitaria, fino a luglio 2016 il programma è stato co-condotto da Gabriele Parpiglia (dal lunedì al giovedì), ma ha visto la partecipazione in varie puntate anche del duo comico Pio e Amedeo. Da settembre 2014 fino a luglio 2016 la puntata del venerdì si è trasformata in "Password Iene" (condotta da Nicoletta e dalla Iena Luigi Pelazza) in cui sono stati portati in radio casi simili a quelli trattati dall'inviato nel programma di Italia 1. A fine 2020 Nicoletta conduce con Mauro Coruzzi dal lunedì al giovedì, e con Cecilia Songini il venerdì.
È anche in radiovisione sul canale 736 di Sky e sul canale 36 del digitale terrestre, e della piattaforma Tivùsat.